# Laugnac
Laugnac est une commune du Sud-Ouest de la France, située dans le centre du département de Lot-et-Garonne (région Nouvelle-Aquitaine). Petit village aussi appelé « Capitale du Lot-et-Garonne » dû à son emplacement géographique.
Ses habitants sont appelés Laugnacais et Laugnacaises.

## Géographie

### Localisation
Commune de l'aire d'attraction d'Agen située en Agenais, Laugnac fait partie du Pays de Serres, une structure géologique en triangle entre les vallées de la Garonne (Agen) et du Lot (Villeneuve-sur-Lot). Situé au centre du département, cela a rendu cette ville un axe d'échange durant le Moyen Âge.

### Communes limitrophes
Les communes limitrophes sont  Castella, Cours, Foulayronnes, Madaillan, Prayssas et Sembas.
|          | Cours     | Sembas       |
| Prayssas | Laugnac   | Castella     |
|          | Madaillan | Foulayronnes |

### Topographie
La commune qui s’étend sur plus de dix sept kilomètres carrés offre des paysages de collines, plaines et de nombreuses cultures (maraîchage,  blé, pruniers, pommiers, noisetiers…). Son point culminant à 245 mètres est l’un des plus hauts du département.

### Hydrographie
La commune est traversée par le Ruisseau de Bourbon et la Masse de Prayssas tous deux affluents de la Garonne.

### Climat
Pour des articles plus généraux, voir Climat de la Nouvelle-Aquitaine et Climat de Lot-et-Garonne.
Historiquement, la commune est exposée à un climat océanique aquitain.  
En 2020, Météo-France publie une typologie des climats de la France métropolitaine dans laquelle la commune est exposée à un climat océanique altéré et est dans la région climatique  Aquitaine, Gascogne, caractérisée par une pluviométrie abondante au printemps, modérée en automne, un faible ensoleillement au printemps, un été chaud (19,5 °C), des vents faibles, des brouillards fréquents en automne et en hiver et des orages fréquents en été (15 à 20 jours).
Pour la période 1971-2000, la température annuelle moyenne est de 12,9 °C, avec une amplitude thermique annuelle de 15,4 °C. Le cumul annuel moyen de précipitations est de 816 mm, avec 11,6 jours de précipitations en janvier et 6,9 jours en juillet. Pour la période 1991-2020, la température moyenne annuelle observée sur la station météorologique la plus proche, située sur la commune de Prayssas à 7,9 km à vol d'oiseau, est de 13,9 °C et le cumul annuel moyen de précipitations est de 815,5 mm,. Pour l'avenir, les paramètres climatiques de la commune estimés pour 2050 selon différents scénarios d'émission de gaz à effet de serre sont consultables sur un site dédié publié par Météo-France en novembre 2022.

## Urbanisme

### Typologie
Au 1er janvier 2024, Laugnac est catégorisée commune rurale à habitat dispersé, selon la nouvelle grille communale de densité à sept niveaux définie par l'Insee en 2022.
Elle est située hors unité urbaine. Par ailleurs la commune fait partie de l'aire d'attraction d'Agen, dont elle est une commune de la couronne,. Cette aire, qui regroupe 81 communes, est catégorisée dans les aires de 50 000 à moins de 200 000 habitants,.

### Occupation des sols

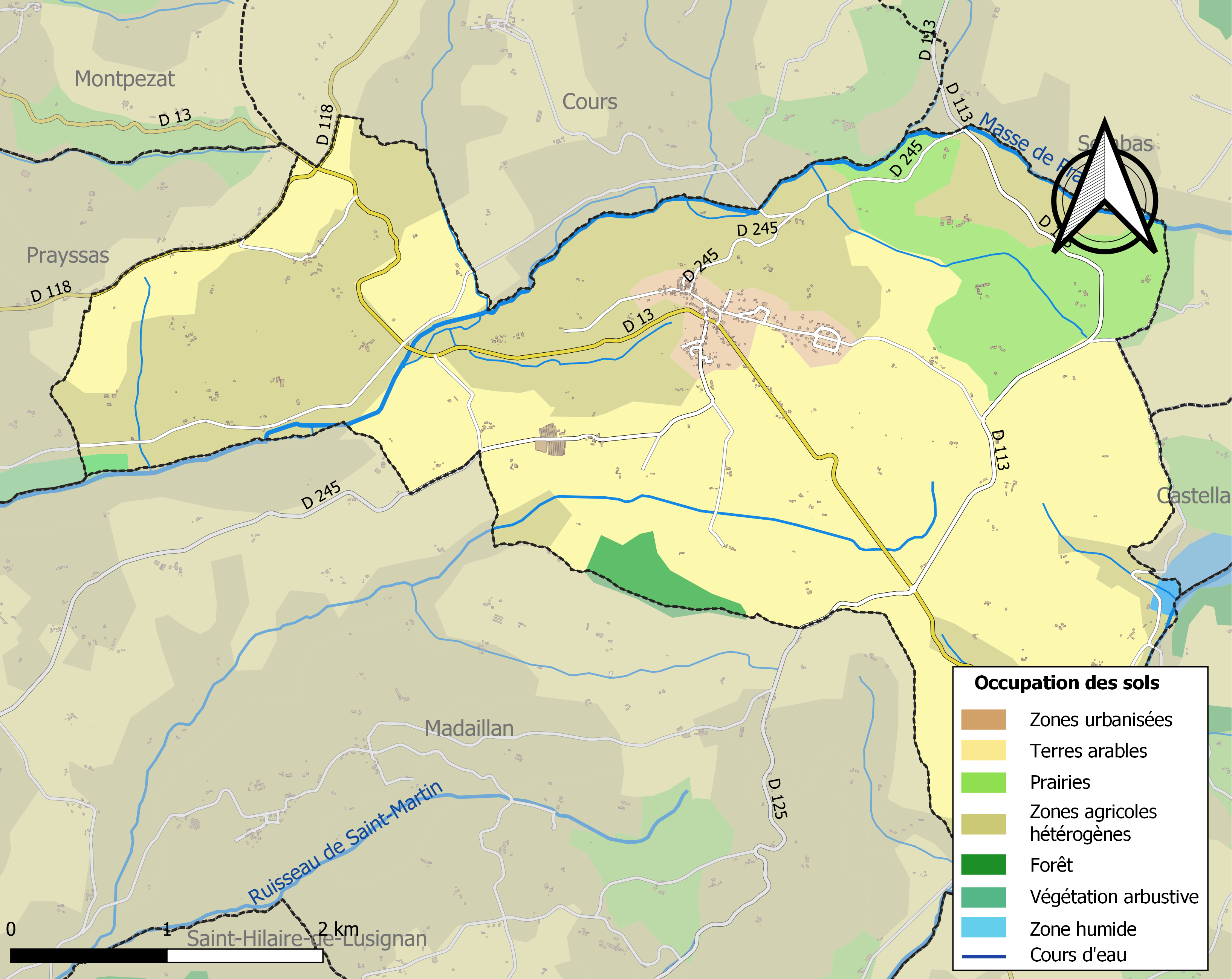
Carte des infrastructures et de l'occupation des sols de la commune en 2018 (CLC).

L'occupation des sols de la commune, telle qu'elle ressort de la base de données européenne d’occupation biophysique des sols Corine Land Cover (CLC), est marquée par l'importance des territoires agricoles (95,5 % en 2018), en diminution par rapport à 1990 (98,5 %). La répartition détaillée en 2018 est la suivante : 
terres arables (52,1 %), zones agricoles hétérogènes (34,7 %), prairies (8,7 %), zones urbanisées (2,8 %), forêts (1,3 %), milieux à végétation arbustive et/ou herbacée (0,2 %), eaux continentales (0,2 %). L'évolution de l’occupation des sols de la commune et de ses infrastructures peut être observée sur les différentes représentations cartographiques du territoire : la carte de Cassini (XVIIIe siècle), la carte d'état-major (1820-1866) et les cartes ou photos aériennes de l'IGN pour la période actuelle (1950 à aujourd'hui).

### Risques majeurs
Le territoire de la commune de Laugnac est vulnérable à différents aléas naturels : météorologiques (tempête, orage, neige, grand froid, canicule ou sécheresse), inondations, mouvements de terrains et séisme (sismicité très faible). Un site publié par le BRGM permet d'évaluer simplement et rapidement les risques d'un bien localisé soit par son adresse soit par le numéro de sa parcelle.
Certaines parties du territoire communal sont susceptibles d’être affectées par le risque d’inondation par une crue à  débordement lent de cours d'eau, notamment le Ruisseau de Bourbon et la Masse de Prayssas. La commune a été reconnue en état de catastrophe naturelle au titre des dommages causés par les inondations et coulées de boue survenues en 1982, 1993, 1999, 2003, 2007, 2009 et 2021,.
Les mouvements de terrains susceptibles de se produire sur la commune sont des affaissements et effondrements liés aux cavités souterraines (hors mines), des glissements de terrain et des tassements différentiels. Afin de mieux appréhender le risque d’affaissement de terrain, un inventaire national permet de localiser les éventuelles cavités souterraines sur la commune.

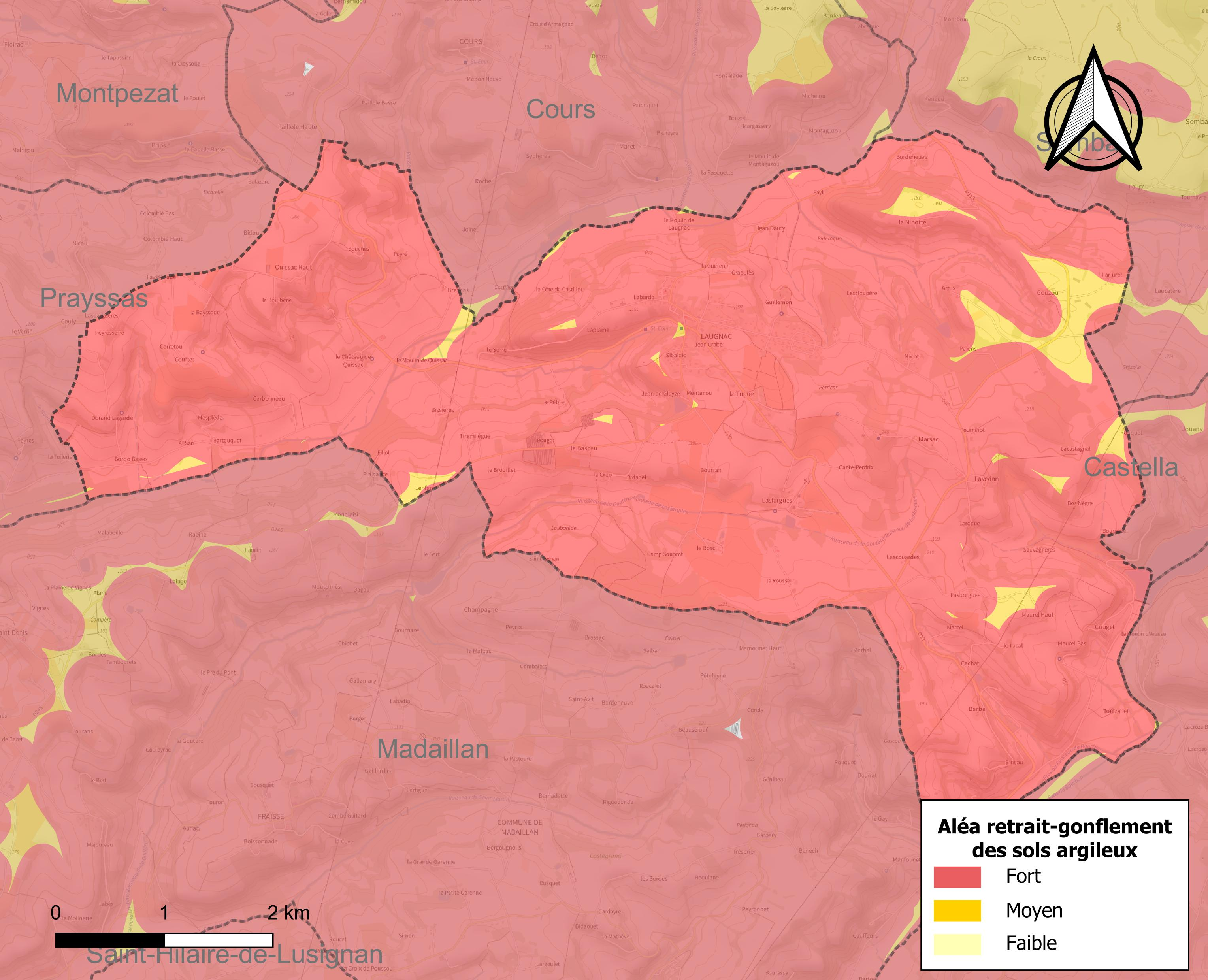
Carte des zones d'aléa retrait-gonflement des sols argileux de Laugnac.

Le retrait-gonflement des sols argileux est susceptible d'engendrer des dommages importants aux bâtiments en cas d’alternance de périodes de sécheresse et de pluie. La totalité de la commune est en aléa moyen ou fort (91,8 % au niveau départemental et 48,5 % au niveau national). Depuis le 1er octobre 2020, en application de la loi Élan, différentes contraintes s'imposent aux vendeurs, maîtres d'ouvrages ou constructeurs de biens situés dans une zone classée en aléa moyen ou fort,.
Concernant les mouvements de terrains, la commune a été reconnue en état de catastrophe naturelle au titre des dommages causés par la sécheresse en 1991, 2002, 2005, 2009 et 2017 et par des mouvements de terrain en 1999.

## Histoire
- Si vous ne connaissez pas le sujet, laissez ce bandeau (vous pouvez alors contacter les auteurs).
- Si vous supprimez le contenu mis en cause (vous pouvez préalablement contacter les auteurs),

argumentez précisément cette suppression dans la page de discussion
(un manque de référence n'est pas un argument ; une recherche réelle de référence doit avoir été effectuée, être formellement documentée).
La commune formée en 1790 a été complétée en 1839 par les anciennes seigneuries de Laugnac, Marsac-Lavedan et Quissac.

### De Laviniacum à Laugnac
Le village, a toujours occupé son emplacement actuel, mais changea plusieurs fois de nom, lié à ses habitants ou à des bâtiments : A l’époque gallo-romaine : la villa agricole occupant le bourg actuel et possédée par Lavinius donna son nom au domaine agricole, celui de Laviniacum. Depuis le début du Moyen Âge : le prieuré local était connu nous le nom de Laviniaco. Au XIe siècle : le château fort se retrouve dans les rares informations que nous avons, sous le nom de Launhacum. Enfin au XVe siècle : le bourg fortifié est nommé Laugnac.

### Antiquité
Le premier peuple renseigné de l’histoire du village est celui des Nitiobroges/Nitiobriges, peuple d’origine celte basé dans l’Agenais. Leur installation se situerait entre les III et IIe s av JC. Leur place forte principale (oppidum) se trouvait à Aginnum, c’est-à-dire l’actuel plateau de l’Ermitage d’Agen. Les Nitiobroges sont mentionnés par César pour avoir participé aux célèbres batailles de Gergovie et Alésia.
Leurs constructions se disséminaient entre les fonds de vallées (ruisseaux) et les points hauts pour la défense (village actuel), profitant de la voie romaine voisine passant près du village de « Curtis » (actuel Cours). D’autres voies secondaires reliaient les « villas », grands domaines agricoles avec une maison noble. Il en existait plusieurs : vers l’église de Quissac, le château de Lasfargues, ainsi qu’au niveau du village actuel. Celle-ci aurait appartenu à un certain Lavinius, qui aurait donné son nom à l’agglomération « Laviniacum », version latine de « Laugnac ».
On sait que les Francs occupaient le territoire après les invasions « Barbares » au VIe siècle ap. J-C et étaient toujours en place au VIIIe siècle, luttant contre les Sarrasins. Leur présence est attestée par la découverte de sarcophages ainsi que des objets funéraires associés (épées, éperons,…).

### Époque médiévale
Au XIe siècle, on sait[Qui ?] qu’il existait à Laugnac en plus du château primitif, un prieuré qui dépendait de Moirax. Au XIIIe siècle, le village dépendait de la seigneurie de Madaillan. Les premiers sceaux et empreintes liés en propre à la commune remontent au XIVe siècle avec les familles nobles Bernard de Laugnac et de Rovignan. On sait peu de choses d’eux : Bertrand de Laugnac était écuyer de la sénéchaussée (tribunal) de l’Agenais et les Rovignans auraient été seigneurs des lieux avant d’en être dépossédés par les seigneurs de Montpezat.
Le XVe siècle fut une période de guerres entre Anglais et Français, luttes connues sous le nom de « Guerre de Cent ans ». A cette époque, les Anglais arrivèrent même jusqu’à Cours. Les seigneurs locaux, du côté des français, étaient ambitieux et en profitèrent pour s’approprier de grands domaines, créant seigneuries et bastides. C’est le cas de Raymond Bernard de Montpezat et de son fils Charles, baron de Montpezat et de Madaillan, qui devint le premier seigneur attesté de Laugnac.

### Montpezat-Laugnac (1475-1700)
Charles de Montpezat fut le premier seigneur de Laugnac, maison qui dura jusqu’en 1700. Par mariages son influence s’étendit au delà de l’Agenais et ils devinrent comtes au XVIIe siècle.
- Charles, baron de Montpezat et de Madaillan, fut le premier seigneur de Laugnac. Comme son père il pilla les domaines voisins, pour agrandir le sien.
- Antoine, coseigneur de Laugnac : il hérita de Laugnac avec son frère Guy.
- Alain, seigneur de Thouars, coseigneur de Laugnac : frère du précédent. Ayant perdu la seigneurie de Montpezat il se concentra sur Laugnac, construisant le château dont il reste aujourd’hui la tour. Il y mourut en 1561.
- François I, baron de Laugnac : fils d’Alain. Militaire (gouverneur de l’Agenais) qui venait souvent à Laugnac. Il y invita notamment Monluc (maréchal de France), l’évêque d’Agen et d’autres personnalités de l’époque.
- François II, baron de Laugnac : fils de François I. Il fréquenta la cour du roi de France Charles IX (XVIe siècle), « De bonne mine et gentillesse », il gagne rapidement les faveurs du roi Henri III, qui le nomme Capitaine de sa nouvelle garde rapprochée, en 1585, puis chevalier en 1588. Homme de confiance du roi, il fit partie de l’équipe chargée de l’assassinat du Duc de Guise, en pleine guerre de Religions. Il mourut à 25 ans sans héritier.
- Honorat, compte de Laugnac : frère de François II qui servit lui aussi la royauté. En reconnaissance de ses services et de ceux de son frère, le roi Louis XIII transforma les baronnies de Laugnac et de Frégimont en compté.
- Charles I, compte de Laugnac : fils d’Honorat, héritier de son père et de son oncle. Il possédait le château de Laugnac avec ses terres, les domaines de Lafox, Bajamont, Fréginont, Fauguerolles, Le Fréchou, Gimac, Esparsac, un hôtel à Agen, etc.
- Charles II, compte de Laugnac : petit-fils de Charles I (qui mourut à plus de 80 ans, survivant à son fils). Il fut lieutenant général de l’Agenais et mourut en 1696. Il n’avait qu’une fille, Charlotte qui décéda à l’âge de six ans en 1700. Avec elle, s’éteignait la branche directe des Montpezat-Laugnac.

### Monestay-Chazeron (XVIIIesiècle)
- Gilberte de Monestay-Chazeron (1700-1718) : à la mort de sa fille Charlotte, sa mère hérita des terres et du titre de comtesse de Laugnac. Issue d’une famille du massif central elle ne vint que rarement à Laugnac. Les filles de Charles II mariées à des seigneurs locaux (Xaintrailles et Lusignan) contestèrent cet héritage pendant des années.
- François Amable de Monestay-Chazeron (1718-1740) : hérita des terres de Laugnac à la mort de sa sœur. Militaire de carrière, il ne passa que peu de temps au château et du continuer le procès avec les filles de Charles II.
- François Amable de Monestay-Chazeron (1740-1776) : fils du précédent, lui aussi militaire, mourut sans héritier.
- François-Charles-Jules de Monestay-Chazeron (1776-1779) : cousin du précédent et héritier. Influent à la cour, il réussit à faire clore le procès avec les Xaintrailles et Lusignan.
- Pauline-Henriette de Brancas, duchesse de Céreste (1779-…) : fille de François-Charles-Jules mariée au duc de Céreste. Vivant à Paris durant la Révolution elle se montra discrète et ses biens ne furent pas saisis. Pendant la Restauration* elle vendit une grande partie des terres des seigneurs de Laugnac. Le château, resté sans entretien depuis un moment (les seigneurs n’y venant plus), tombait en ruines. La cour d’honneur (appelée le placier), servait de lieu de réunion publique / champ de foire et les alentours du château étaient devenus des biens « communaux », le régisseur ne faisant pas son travail. À la mort de la duchesse ses descendants vendirent à la commune et aux particuliers terres et bâtiments qui servirent de carrière de pierre.

### LeXIXesiècle
Faute d’archives, nous[Qui ?] n’avons que peu d’informations concernant la vie du village entre 1800 et 1832, période de transition entre régimes royaux et républiques. C’est à cette période que le premier conseil municipal se met en place. Nous savons toutefois que le village s’étendit, en utilisant les pierres des bâtiments médiévaux fortement dégradés et/ou en cours d’effondrement (château, pont-levis, enceinte,…). À partir de 1825 l’église dont la façade médiévale se détachait du reste du bâtiment, fut rénovée et agrandie. La nouvelle construction n’est que peu décorée et abrite des cloches.
À partir de 1832, la commune s’occupe en :
- 1832, de la création de routes de qualité permettant une meilleure circulation des biens et des personnes pour désenclaver la « région ». Elles attirèrent plus de visiteurs pendant les foires du village, qui étaient réputées dans les alentours.
- 1839, de l'agrandissement de la commune par adjonctions de sections de voisines (Lavedan,…) ou de communes supprimées (Quissac,…).
- 1842, de la création d’un nouveau champ de foire (actuelle place de la poste) et d’une école publique.
- 1846, de la fermeture de l’ancien cimetière (installé entre l’église et la tour du château) et de la création d’un nouveau, un peu à l’écart du village.
- À partir de 1855, procès de la commune contre la dernière héritière des seigneurs de Laugnac. Bien qu’ayant perdu le procès, la commune s’arrangea avec ses descendants qui vendirent leurs biens.
- Après 1871, création d’un bureau de poste, d’une halle de marché, d’une école de filles, du télégraphe et même du… téléphone.

## Héraldique
| Blason de Laugnac | Blason  | Écartelé au 1) et au 4) d’azur aux deux balances de deux plateaux d’argent l’une sur l’autre, au 2) et 3) de gueules aux trois bandes d’or. Devise'Cand lou sourel se levo, se levo per tout le mounde (Quand le soleil se lève, il se lève pour tout le monde) |
| Blason de Laugnac | Détails | Officiel, adopté le 13 novembre 2000, créé par Roger Séré. |

## Politique et administration
| Période                                  | Période   | Identité          | Étiquette | Qualité             |
| ---------------------------------------- | --------- | ----------------- | --------- | ------------------- |
| septembre 1993                           | mars 2008 | Jean-Pierre Ducos |           | Retraité agricole   |
| mars 2008                                | mars 2014 | Marc Poiraud      |           | Éducation nationale |
| mars 2014                                | mai 2020  | Jean-Marc Llorca  | SE        | Agriculteur         |
| mai 2020                                 | En cours  | Jocelyne Labat    |           |                     |
| Les données manquantes sont à compléter. |           |                   |           |                     |

## Démographie
L'évolution du nombre d'habitants est connue à travers les recensements de la population effectués dans la commune depuis 1793. Pour les communes de moins de 10 000 habitants, une enquête de recensement portant sur toute la population est réalisée tous les cinq ans, les populations de référence des années intermédiaires étant quant à elles estimées par interpolation ou extrapolation. Pour la commune, le premier recensement exhaustif entrant dans le cadre du nouveau dispositif a été réalisé en 2008.

En 2022, la commune comptait 692 habitants, en évolution de +6,13 % par rapport à 2016 (Lot-et-Garonne : −0,18 %, France hors Mayotte : +2,11 %).
| 1793 | 1800 | 1806 | 1821 | 1831 | 1836 | 1841 | 1846 | 1851 |
| ---- | ---- | ---- | ---- | ---- | ---- | ---- | ---- | ---- |
| 534  | 562  | 526  | 445  | 457  | 510  | 908  | 940  | 881  |

| 1856 | 1861 | 1866 | 1872 | 1876 | 1881 | 1886 | 1891 | 1896 |
| ---- | ---- | ---- | ---- | ---- | ---- | ---- | ---- | ---- |
| 844  | 822  | 793  | 758  | 704  | 746  | 707  | 702  | 663  |

| 1901 | 1906 | 1911 | 1921 | 1926 | 1931 | 1936 | 1946 | 1954 |
| ---- | ---- | ---- | ---- | ---- | ---- | ---- | ---- | ---- |
| 615  | 584  | 584  | 528  | 528  | 501  | 505  | 522  | 546  |

| 1962 | 1968 | 1975 | 1982 | 1990 | 1999 | 2006 | 2008 | 2013 |
| ---- | ---- | ---- | ---- | ---- | ---- | ---- | ---- | ---- |
| 515  | 494  | 446  | 441  | 522  | 545  | 606  | 624  | 630  |

| 2018 | 2022 | - | - | - | - | - | - | - |
| ---- | ---- | - | - | - | - | - | - | - |
| 681  | 692  | - | - | - | - | - | - | - |

## Économie et activité
Le village de Laugnac possède de nombreuses entreprises et activités :
-La poste (Situé à la place Pédoussaut)
-Lorenzato Motoculture (Magasin de matériel de motoculture (situé au bord de la route d'Agen)
-Le P’tit Truc (Restauration (Situé au 65 route d'Agen)
-Centre médical (Situé au 90 route d'Agen)
-École élémentaire et maternelle 
-Bibliothèque (Situé à la place Pédoussaut)
-Une association de pétanque

-Un comité des fêtes

## Lieux et monuments

### Tour de Laugnac

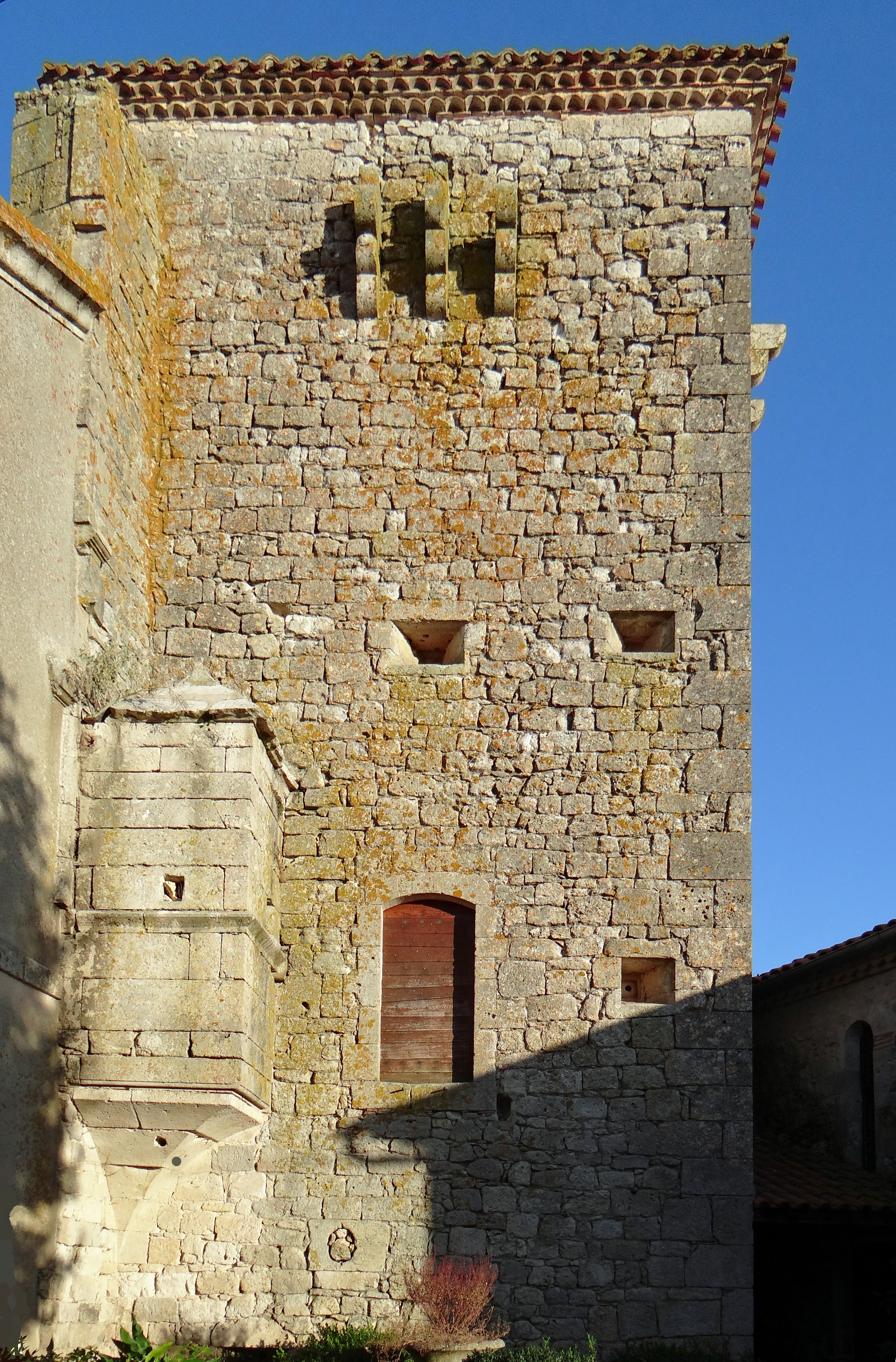
Façade ouest de la tour de Laugnac.

Le château actuel construit à la fin du XVe siècle par les seigneurs locaux, reçut la visite de personnages connus tels que Blaise de Monluc (maréchal de France du XVIe siècle). Il n’en reste aujourd'hui que la tour flanquée d’une échauguette, la bâtisse et son enceinte ayant été utilisées comme carrière de pierre dès 1793 ainsi que pendant tout le XIXe siècle (maisons, rénovation de l'église voisine, construction du presbytère…). Avant les destructions, il restait encore un corps de logis et deux portes d’entrée avec un pont levis pour la porte principale.
Des vestiges de l'ancienne enceinte extérieure sont encore visibles au lieu-dit la « Basse cour » et non loin de la villa « Petit ». Le château était, d'après les documents, de plan quadrangulaire avec dans la cour intérieure, le bâtiment connu sous le nom de la « Recette » qui servait de magasin d'approvisionnement. Toujours existant, il est caractérisé par un escalier extérieur et une porte à cintre brisé. La « Recette » ferme au Nord cette cour du château devenue, place de l'église et dénommée le « Placier » après la Révolution.
La tour survivante située au sud-est du château est carrée à trois étages, percée d'ouvertures pour les armes à feu et de cheminées dont le style correspond bien au XVe siècle. Le dernier étage est orné de modillons qui pouvaient être décoratifs ou supporter un élément comme une charpente.

### Église Saint-Vincent
L’église de Saint-Vincent est mentionnée en 1049 dans la charte de fondation du doyenné de Moirax dont elle faisait partie. Le prieuré de Laugnac et/ou l’église sont mentionnés dans plusieurs documents jusqu’à la veille de la Révolution.
Cette église était une construction simple de petites dimensions, constituée d’une unique nef. Elle était reliée par une porte au château primitif qui la protégeait. Elle comportait un porche d’entrée avec un portail gothique à chapiteaux sculptés de feuillages, probablement du XIVe siècle.
Saint Vincent a été fortement remaniée au XIXe siècle, en utilisant notamment une partie des pierres du château. La porte donnant sur le château fut murée et la façade remplacée. La nouvelle toiture fut réalisée sans voûte, plus simple à bâtir et moins chère que des arches de pierre. Chapelles, chœur et bas-côtés de style Roman furent ajoutés pour l’agrandir. La cloche date de 1645 et provient du prieuré de Marsac comme l’indique l’inscription latine qui y est gravée. La sacristie à gauche du cœur comporte des éléments de récupération du bâtiment d’origine ainsi qu’une pierre portant l’écusson des Montpezat-Laugnac. Elle est inscrite à l'Inventaire général du patrimoine culturel.

### Château de Quissac,
Château bâti au XVe siècle sur la pente sud de la vallée de la Masse, près de la route d'Agen à Castelmoron.

### Église Saint-Pierre de Quissac
L’église actuelle existait au XVIe siècle mais peut être existait-il un bâtiment antérieur. De style roman, elle comporte quelques sculptures notamment un dragon ailé sur un arc, et une cloche datée de 1595. L'édifice a été inscrit au titre des monuments historiques en 1995.

### Église Saint-Étienne de Marsac
Elle dépendait de l’abbaye de Chirac (Charente) et est probablement antérieure à l’édifice actuel (porte datée de 1620). Le portail qui comporte des chapiteaux sculptés ouvre sur une nef non voûtée. Contrairement à l’église de Laugnac coincée par le château voisin, l’église de Marsac a pu s’étendre via un transept. Plusieurs éléments en plus de la porte sont sculptés (feuilles, pommes de pin, billettes…), indiquant un certain niveau de richesse ou… la réutilisation d’éléments antiques (anciennes villas agricoles romaines proches). L'édifice a été inscrit au titre des monuments historiques en 1995.

### Église Sainte-Colombe de Lasfargues
Liée au château voisin, elle est depuis devenue propriété particulière. On sait peu de choses sur l’histoire de cet édifice. Son chœur a été réalisé dans le style roman et comporte encore quelques traces de sculptures. Sa nef est elle gothique. L'édifice a été inscrit au titre des monuments historiques en 1995.

### Saint-Julien de Terrefosse
Bâtie sur la rive droite du ruisseau de Bourbon, l’église est à la limite de plusieurs communes depuis l’époque médiévale et a donné lieu à de nombreuses discussions (ville d’Agen et seigneurs de Madaillan). L’édifice actuel possède un chœur à 5 pans voûté dans le style gothique et un clocher ressemblant à celui de Marsac.

## Personnalités liées à la commune
- Antoine de Malvin de Montazet (né le 17 août 1713 à Quissac, village de Laugnac, et mort le 2 mai 1788 à Paris), évêque d'Autun, puis archevêque de Lyon de 1758 à 1788.
- Pierre Boissié, homme politique mort en 1893 sur la commune.
- Jean Llorca, (né le 15 Mai 1992 à Agen) plus connu sous le nom de petit jean ou jeannot. Excellent tireur à la pétanque, sa joie de vivre et son rire enchante les villageois